# (4586) Gunvor
(4586) Gunvor (6047 P-L) – planetoida z pasa głównego asteroid okrążająca Słońce w ciągu 3,5 lat w średniej odległości 2,31 j.a. Odkryta 24 września 1960 roku.